# Коробчатые черепахи
Коробчатые черепахи (лат. Terrapene) — небольшие сухопутные черепахи, относящиеся к семейству американских пресноводных черепах.

## Распространение
Живут в Северной Америке — в США и Мексике. Населяют все восточные и центральные штаты Америки, в Мексике ареал проходит на севере и по побережью Мексиканского залива. Живут в разных биотопах: полупустыни, леса, заросли, луга. В основном селятся на берегу крупного водоёма. Их очень трудно найти в природе из-за маленьких размеров.

## Образ жизни и питание
Ведут активный образ жизни. Утром и вечером наступает пик активности и период покоя в середине дня.Наиболее активны во время проливных дождей и пасмурной погоды. Зимой впадают в спячку, кроме мексиканских видов, нередко бывают периоды покоя в жаркое лето.

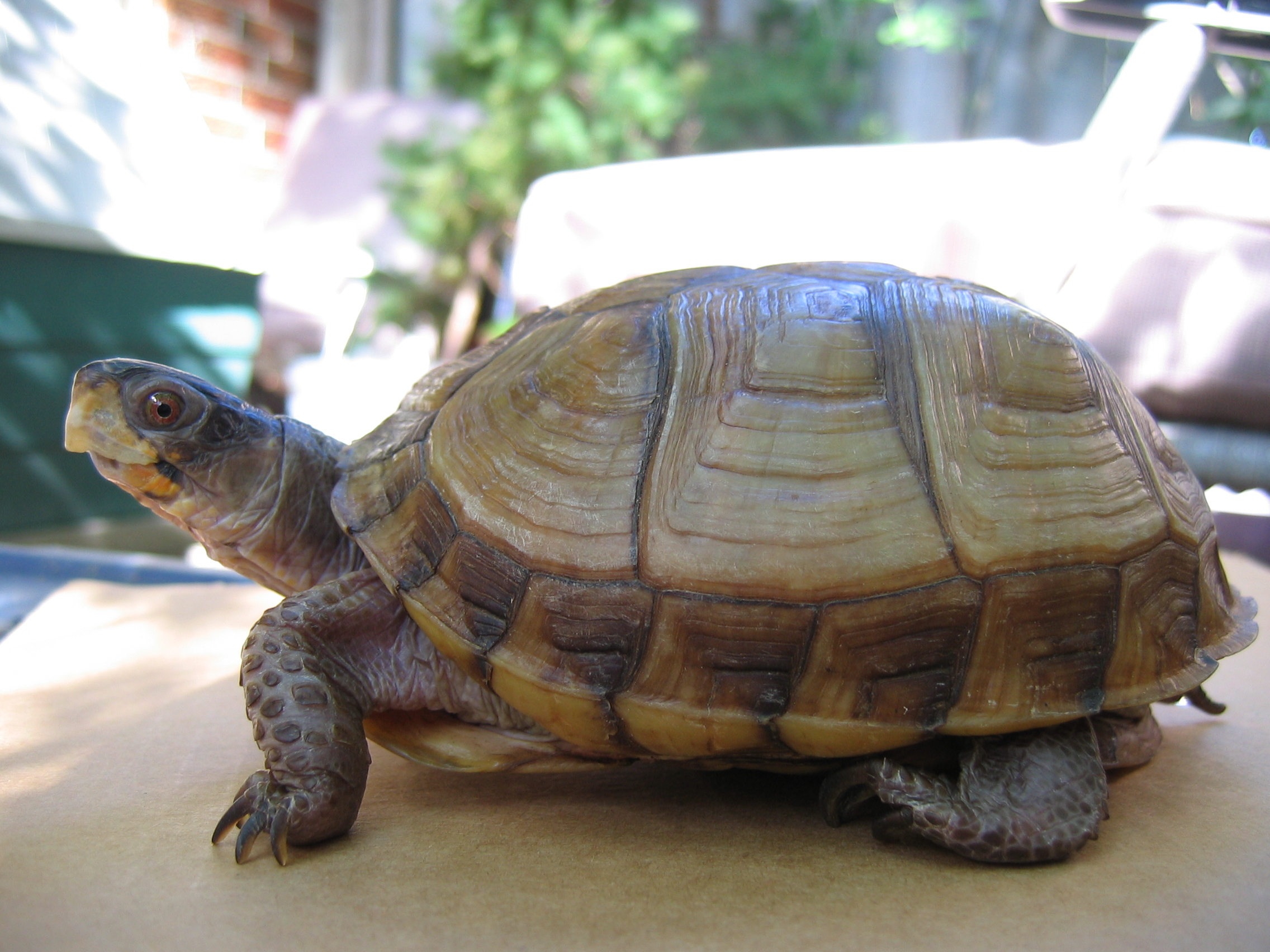
Terrapene carolina triunguis

Размножение начинается весной. Самцы ухаживают за самками: кусают их, кружатся вокруг, бьют панцирь и т. д. Самка роет яму и откладывают туда обычно 3—7 яиц, бывает 3 кладки за сезон. Яйца вылупляются через 50—110 дней, иногда черепашата выходят из кладки следующей весной. Пол черепашат зависит от температуры инкубации. В неволе живут 30—40 лет, а в природе — до 100 лет.
Всеядные. Основу рациона составляет растительная пища, а также насекомые, черви, улитки и слизни. В некоторых штатах разоряют значительные запасы посевов.

## Описание
Размер черепах от 10—20 см. Имеют очень крупный куполообразный панцирь. Имеют особенное строение пластрона, благодаря чему и получили своё название: на нём подвижный шарнирный тяж. С помощью этого шарнира они защищаются от естественных врагов: передней частью пластрона закрывают голову и передние лапы, подтягивают остальную часть к карапаксу, тем самым закрывая хвост и задние лапы.

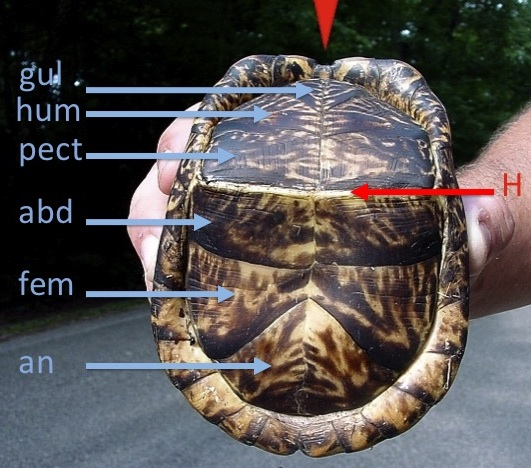
H — шарнирный тяж

Очень хорошо выражен половой диморфизм: у самок более крупный панцирь с желтоватым или светло-красным цветом глаз, а у самцов панцирь ниже и глаза́ насыщенно-красного цвета.
- Terrapene carolina carolina. Карапакс короткий, широкий и ярко окрашенный. Краевые щитки почти вертикальные и слегка нависают. На задних лапах по четыре пальца.
- Terrapene carolina major. Самый крупный подвид с удлинённым карапаксом и четырьмя пальцами на задних ногах. Рисунок на карапаксе либо отсутствует, либо представлен нечётким рыжевато-коричневым узором. Ребро на краевых щитках хорошо выражено.
- Terrapene carolina triunguis. Карапакс рыжевато-коричневый или оливковый с нечётким рисунком. На голове и передних лапах оранжевые или жёлтые пятна. У самцов голова часто красного цвета. На задних лапах обычно три пальца.
- Terrapene carolina bauri. Карапакс с ярким узором, состоящим из светлых радиальных линий. На голове три характерных линии. На задних лапах обычно три пальца.
- Terrapene carolina yucatana. Карапакс высокий, куполообразный, рыжевато-коричневого или соломенного цвета с тёмными лучами и тёмными краями щитков. Третий позвоночный щиток выступает в виде горба. Задние краевые щитки слегка выступают. На задних лапах четыре пальца.
- Terrapene carolina mexicana. Карапакс удлинённый, высокий, куполообразный. Третий позвоночный щиток выступает в виде горба. Задние краевые щитки умеренно выступают. На задних лапах по три пальца.

## Галерея

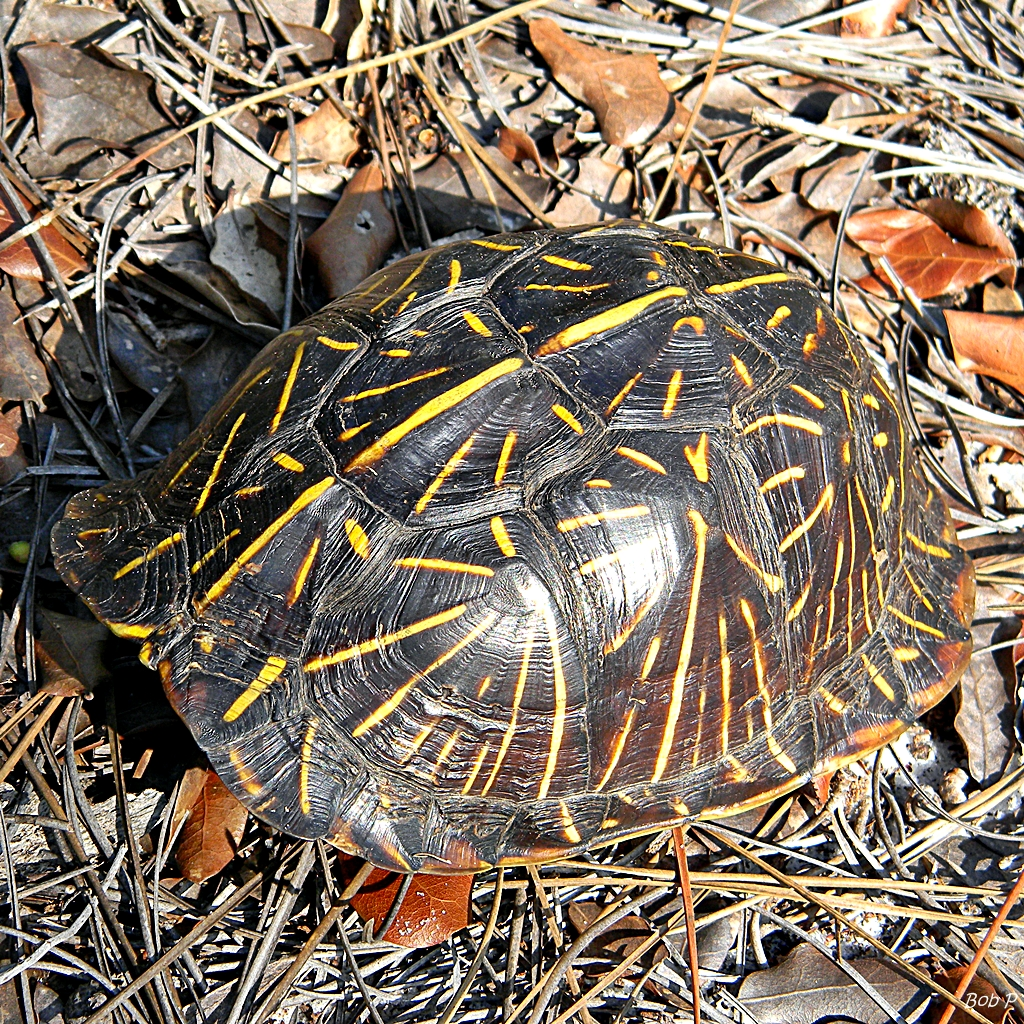
Terrapene carolina bauri
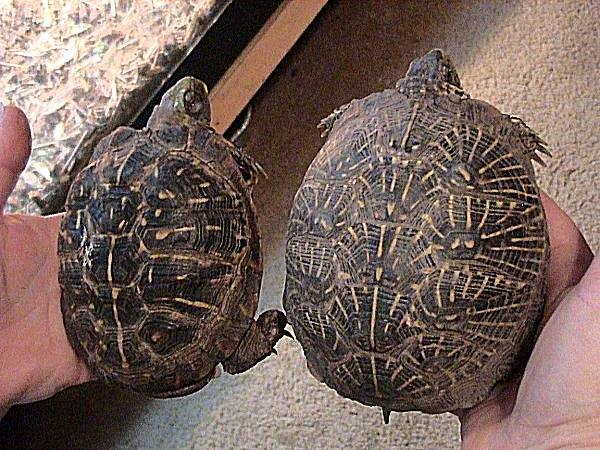
Terrapene ornata ornata (слева) и Terrapene ornata luteola (справа)
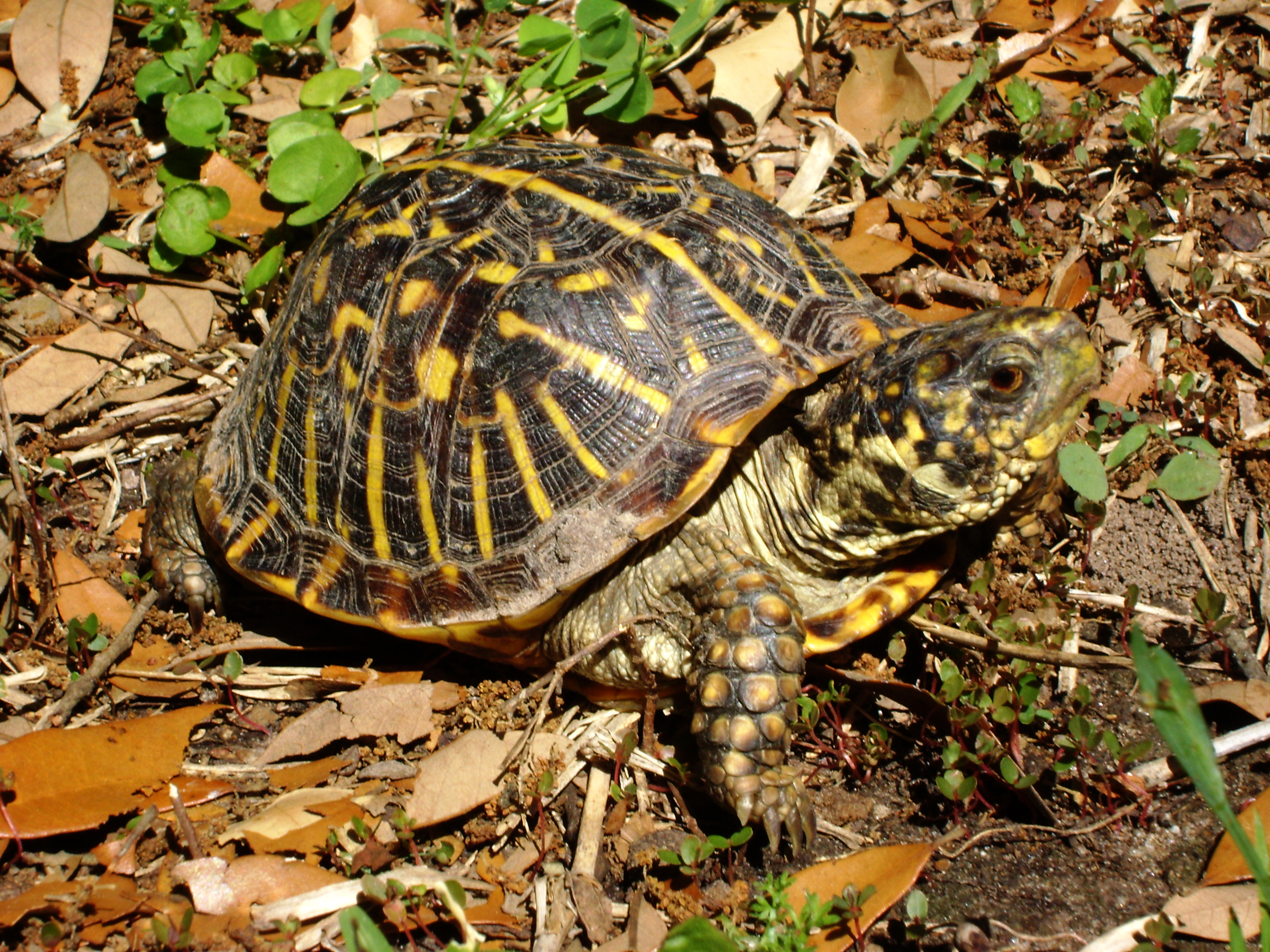
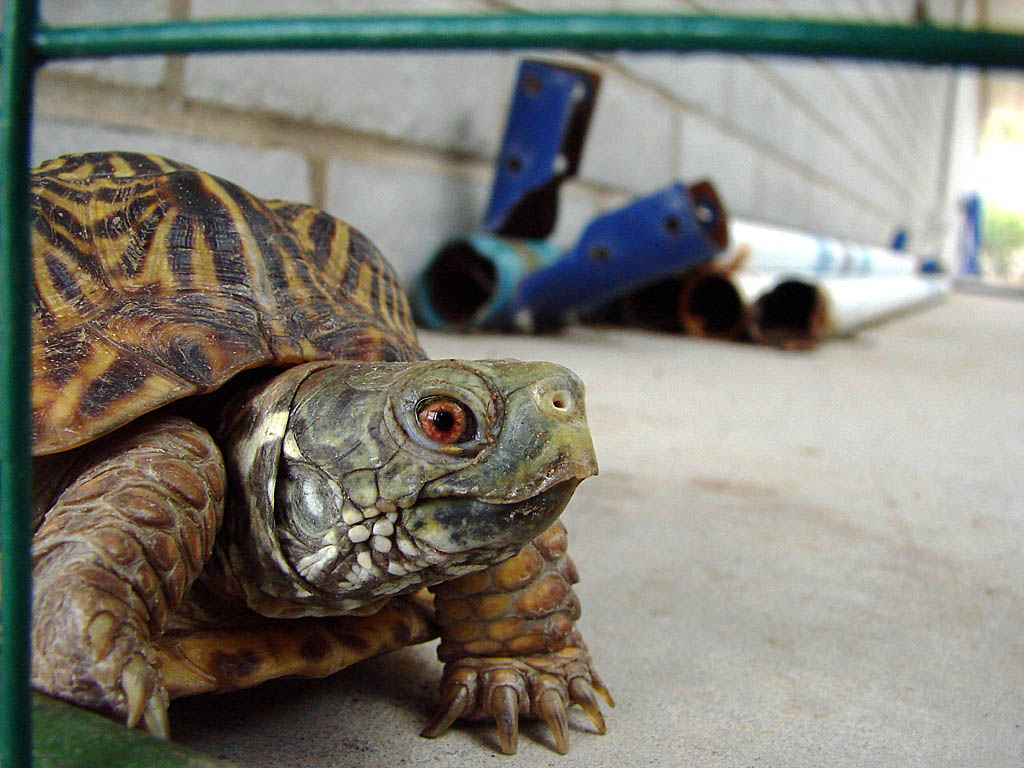
Terrapene ornata luteola (самец)
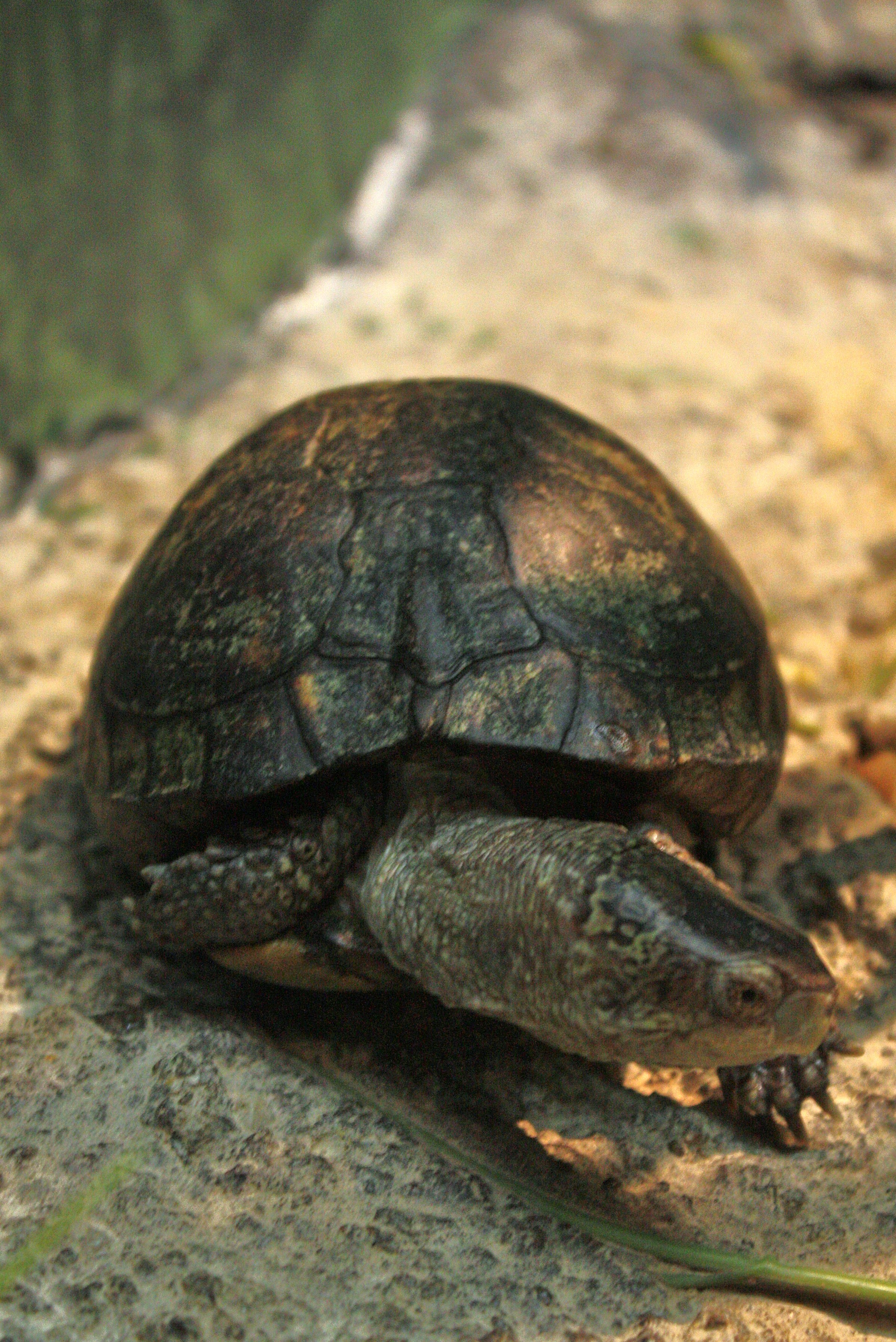
Terrapene coahuila в зоопарке Коламбуса
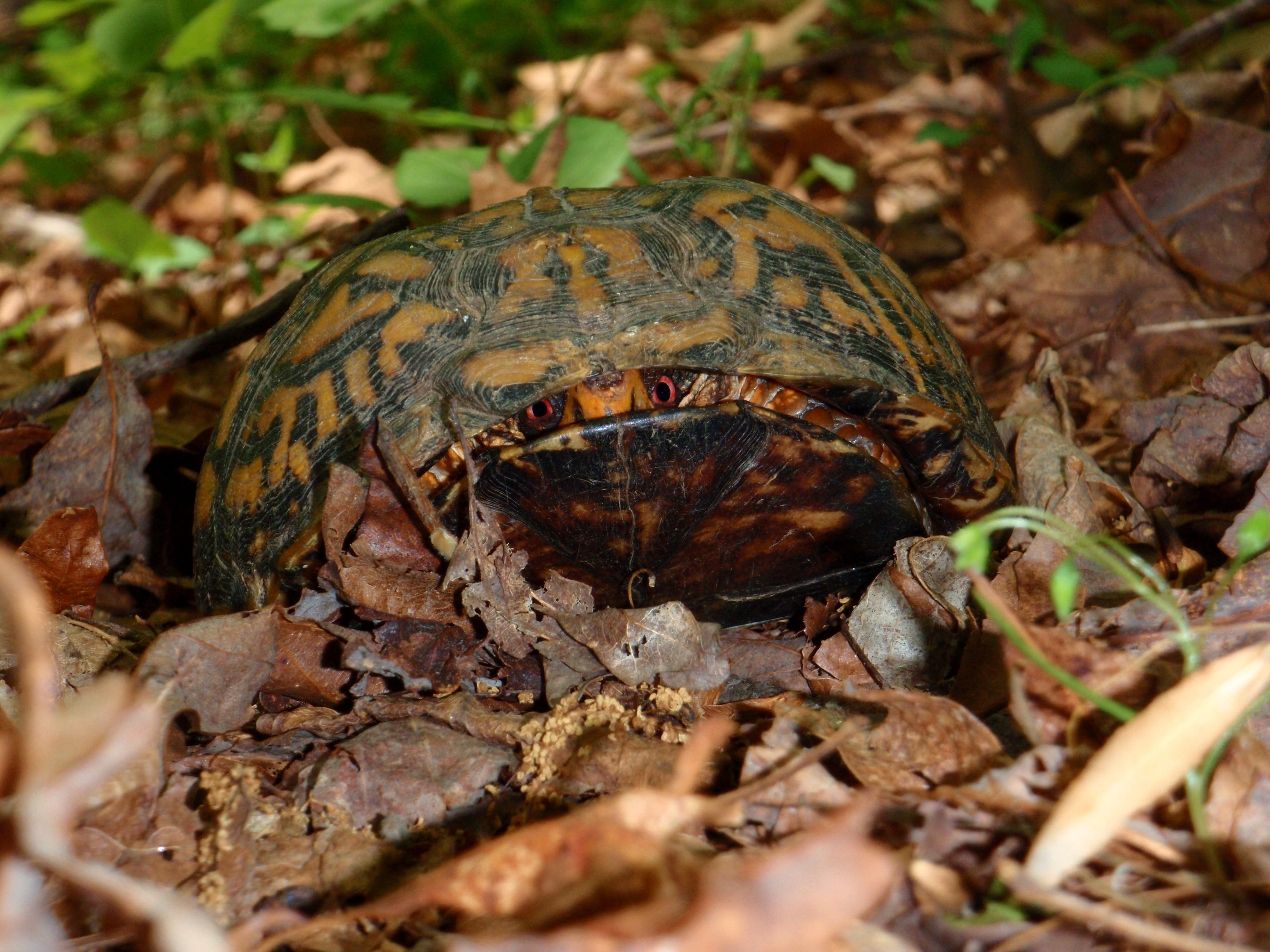
Terrapene carolina carolina
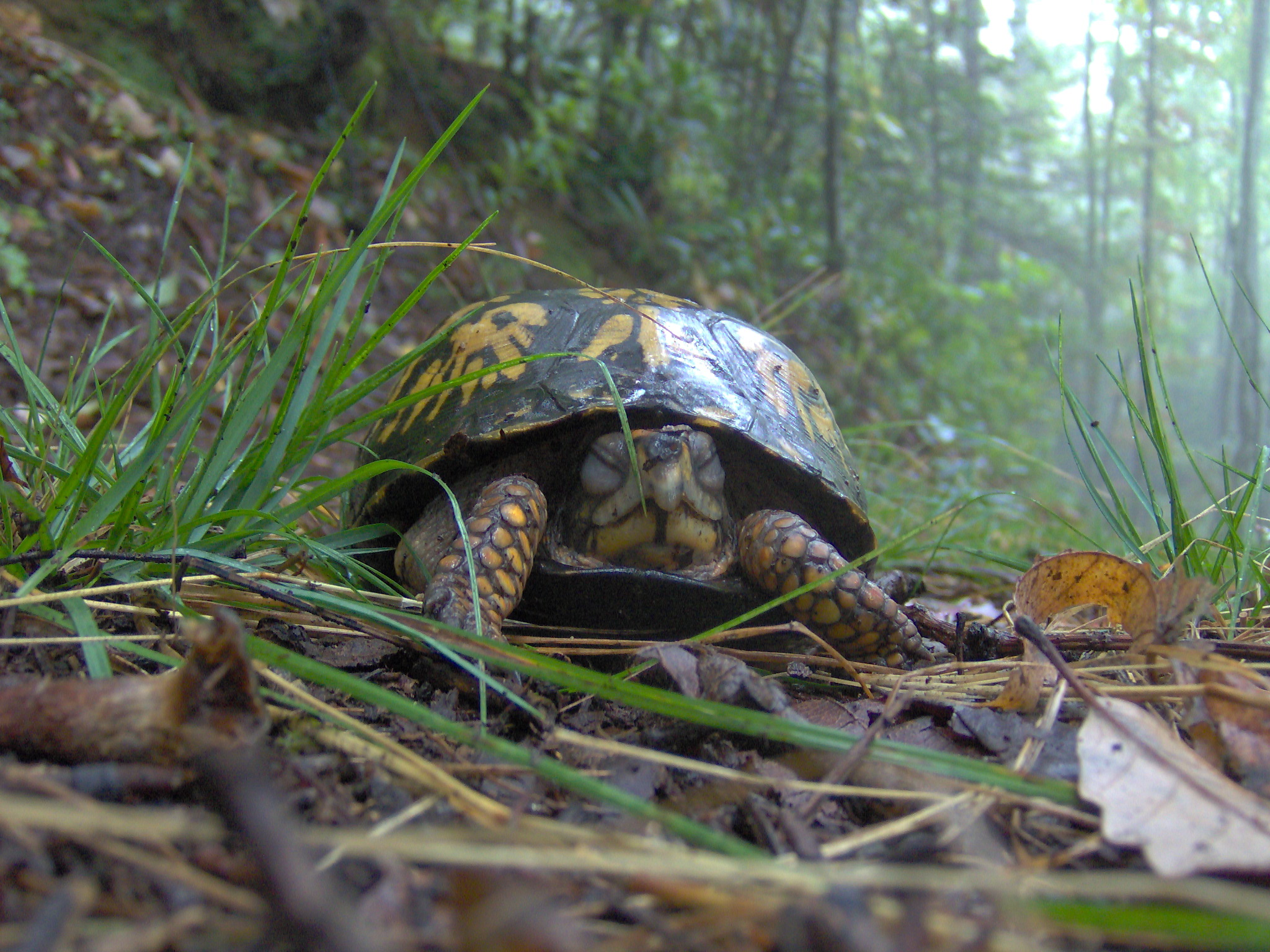
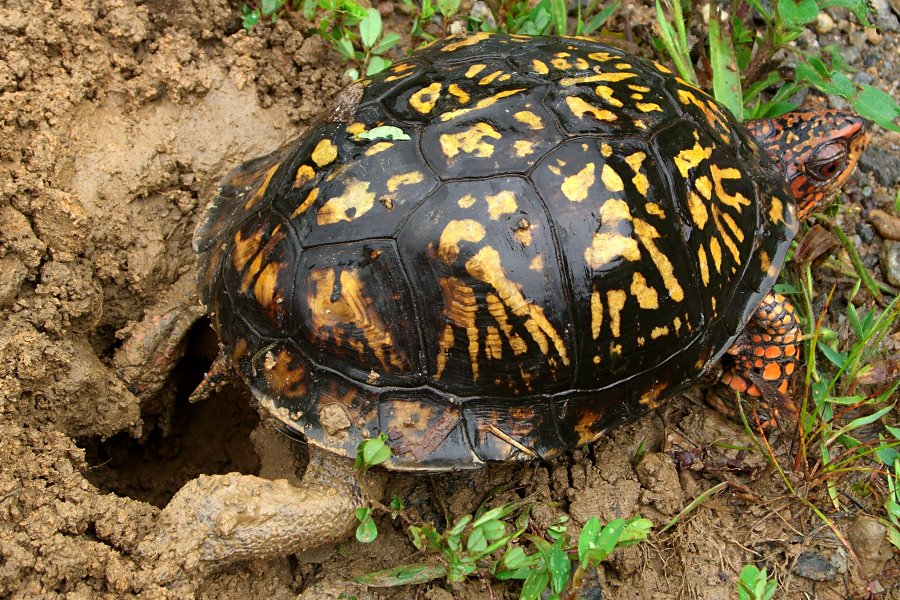
Кладка Terrapene carolina carolina
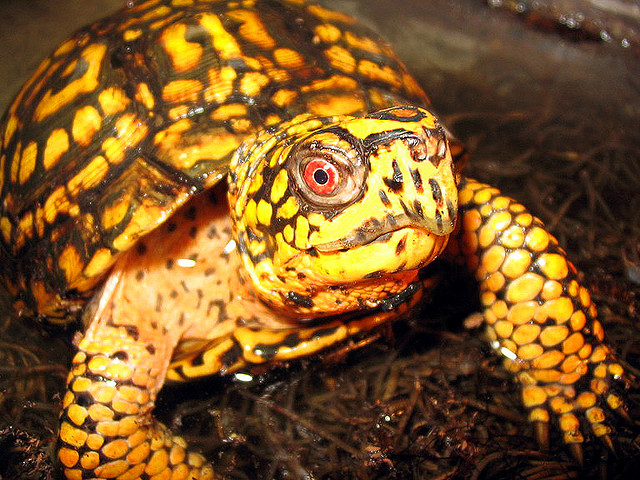
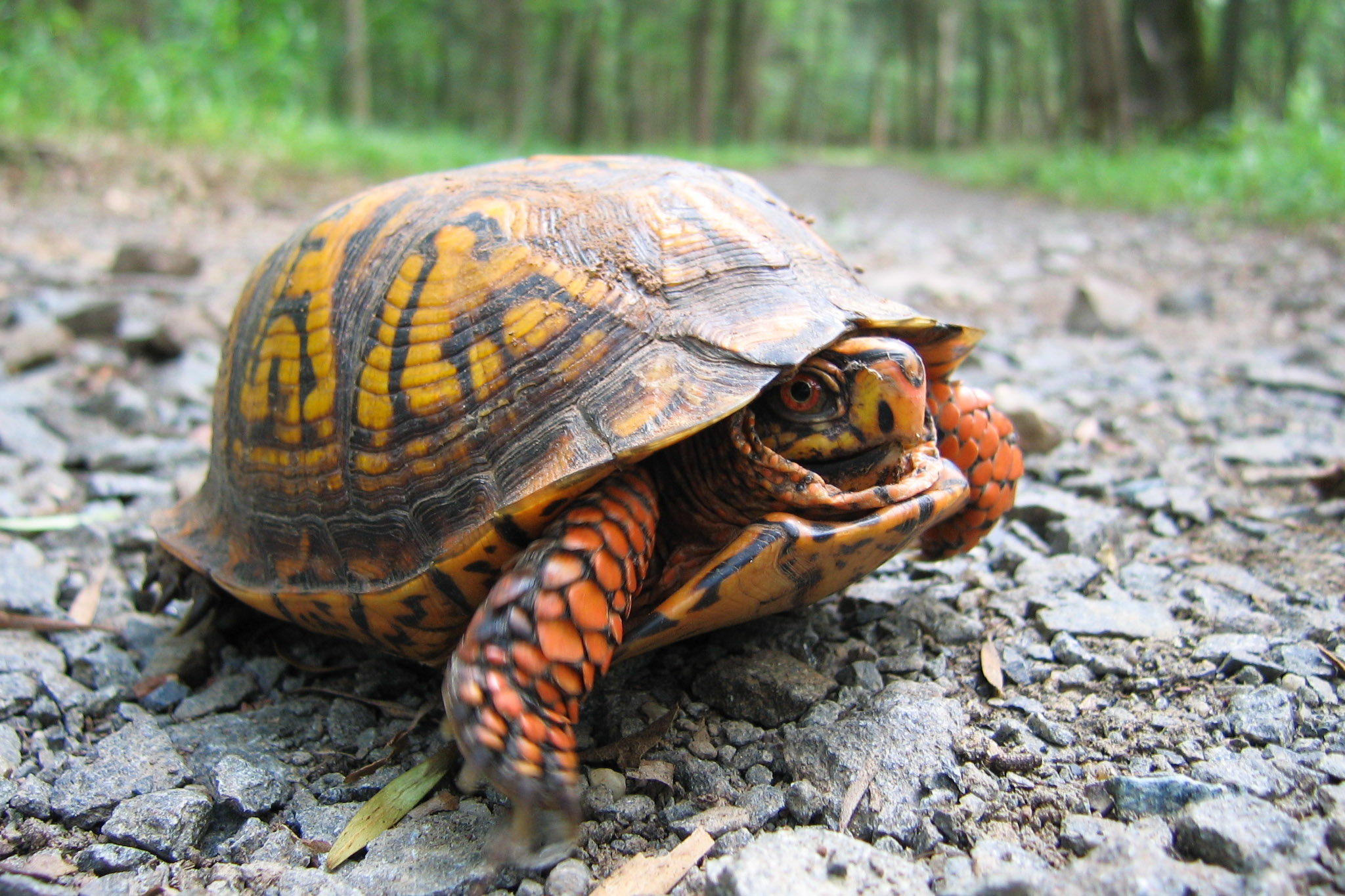
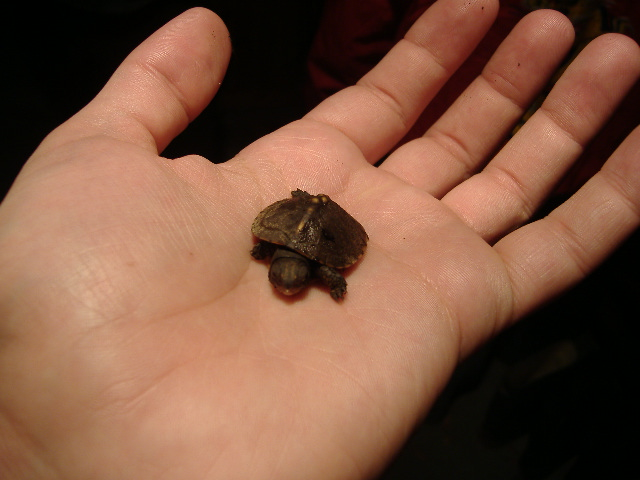
Terrapene carolina carolina
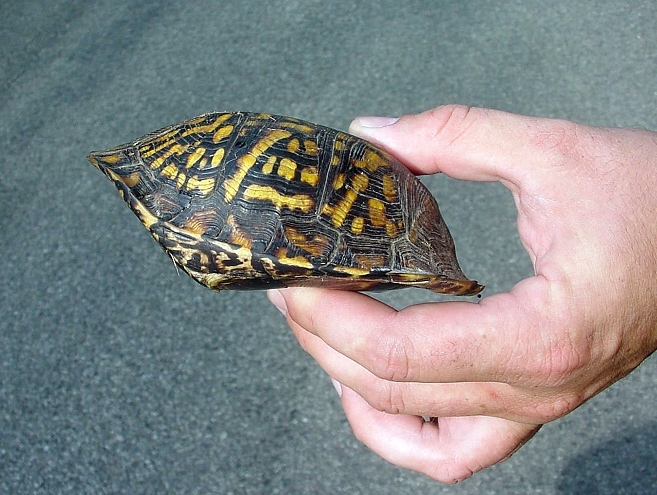
Вид сбоку
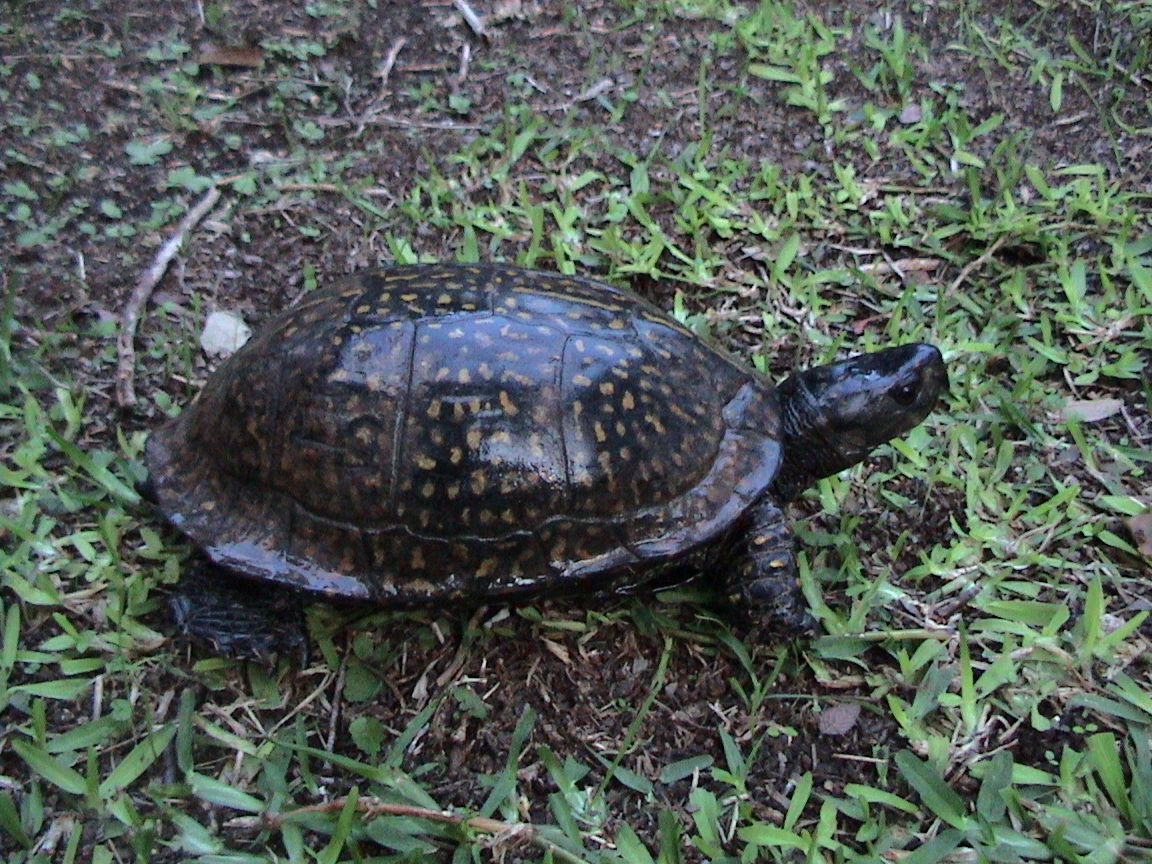
Terrapene carolina major-самая крупная черепаха этого рода